# Мельников Іван Іванович (політик)
Іван Іванович Мельников (рос. Иван Иванович Мельников; нар. 7 серпня 1950, Богородицьк, Тульська область, РРФСР, СРСР) — російський політичний діяч. Перший заступник голови Державної Думи ФС РФ з 21 грудня 2011 року. Перший заступник Голови ЦК Комуністичної партії Російської Федерації. Професор Московського державного університету ім. М. В. Ломоносова. Член ЦК КПРС у 1990—1991 роках. Секретар ЦК КПРС (1991). Депутат Державної Думи РФ II—VII скликання, член фракції КПРФ. Кандидат на посаду мера Москви (2013).

## Біографія
Народився 7 серпня 1950 року в місті Богородицьк Тульської області в родині службовця.
У 1972 році закінчив механіко-математичний факультет Московського державного університету ім. М. В. Ломоносова (МДУ), спеціальність — математик. З 1972 року працював викладачем спеціалізованої фізико-математичної школи-інтернату при МДУ. Член КПРС з 1972 року.
З 1974 року — аспірант механіко-математичного факультету МДУ, заступник секретаря комітету комсомолу, старший інженер лабораторії, асистент, старший викладач, доцент кафедри механіко-математичного факультету, секретар партійного комітету механіко-математичного факультету МДУ. У 1970-ті — 1980-ті роки обіймав відповідальні пости в приймальній комісії для абітурієнтів на вступних іспитах в МДУ.
З 1986 по 1988 рік — голова об'єднаного профспілкового комітету Московського державного університету ім. М. В. Ломоносова.
З 1988 по 1991 рік — секретар партійного комітету Московського державного університету ім. М. В. Ломоносова.
14 липня 1990 — 26 липня 1991 року — член секретаріату ЦК КПРС. 26 липня — 23 серпня 1991 року — секретар ЦК КПРС.
Починаючи з 1991 року брав участь у створенні та становленні Комуністичної партії Російської Федерації (КПРФ), в 1993 році був обраний до ЦВК КПРФ, з 1995 року — секретар, член президії та голова комісії з міжнародних зв'язків ЦК КПРФ, з 1997 року — заступник голови ЦК КПРФ (по ідеології).
У 1997–1999 роках  — був головою Комісії з науки і технологій Парламентської асамблеї Ради Європи
З 2004 року — перший заступник голови ЦК КПРФ.
У 1995 році обраний депутатом Державної думи другого скликання за списком КПРФ. У Держдумі працював начальником комітету з освіти і науки.
У 1997 році призначений головою комісії з науки і технологій ПАРЄ.
У 1999 році обраний депутатом Державної Думи третього скликання за списком КПРФ.
З березня 1999 року до вересня 2002 року входив до складу колегії Міністерства освіти РФ. Брав участь у розробці законопроєкту «Про державний стандарті основної загальної освіти».
У 2002 році з ініціативи центристських фракцій знятий з поста голови комітету Державної думи з освіти і науки. Очолював передвиборний штаб КПРФ напередодні думських виборів 2003 року.
7 грудня 2003 року обраний депутатом Державної думи четвертого скликання. Увійшов до складу фракції КПРФ. У Держдумі був членом комітету з освіти і науки.
У 2004 році Зюганов назвав Мельникова одним з можливих наступників на посаді лідера партії.
У 2005 році очолив список КПРФ на виборах до Московської міської думи.
З 2007 року — депутат Державної думи Росії п'ятого скликання, очолював виборчий список КПРФ по місту Москві.
24 грудня 2007 року обраний заступником голови Державної думи.
Має вчений ступінь кандидата фізико-математичних наук і доктора педагогічних наук. Кандидатська дисертація називалася «Змішана задача для гіперболічного рівняння другого порядку в областях з нерегулярною кордоном». Докторська дисертація називалася «Науково-методичні основи взаємодії шкільного та вузівського математичної освіти в Росії». Нагороджений орденом «Знак Пошани» і знаком «Відмінник народної освіти». Професор механіко-математичного факультету МДУ, завідує кабінетом методики викладання математики Московського університету.
21 грудня 2011 року обраний на засновану посаду першого заступника Голови Державної думи Федеральних Зборів Російської Федерації VI скликання.
10 червня 2013 року представники КПРФ повідомили про висунення Івана Мельникова кандидатом на посаду мера Москви. 17 червня 2013 року Конференція Московського міського відділення КПРФ офіційно затвердила Мельникова кандидатом на посаду мера Москви. 8 вересня 2013 року Мельников набрав 10,69 % голосів виборців, які взяли участь у голосуванні.
Мельников є противником Єдиного державного екзамену і критиком урядової реформи системи освіти, активно виступає проти західних стандартів, захищає вітчизняну освіту.

### Сім'я
Вдівець, має доньку і двох синів. Син Іван (нар. 1976), на даний момент є президентом МФК КПРФ.

## Розслідування
Був одним із депутатів Держдуми РФ, хто 22 лютого 2022 року підтримав ратифікацію "договору про дружбу, співробітництво та взаємну допомогу" між Росією й терористичними угрупованнями ЛНР та ДНР. У листопаді 2023 року заочно засуджений українським судом до 15 років позбавлення волі.

## Нагороди і звання
- орден «Знак Пошани»
- медалі